# Gynopygoplax daphne
Gynopygoplax daphne is een halfvleugelig insect uit de familie schuimcicaden (Cercopidae). De wetenschappelijke naam van deze soort is voor het eerst geldig gepubliceerd in 1865 door Stål.